# ليونيداس فلوريس
ليونيداس فلوريس (بالإسبانية: Leonidas Flores)‏ (24 يناير 1965 في كوستاريكا - ) هو لاعب كرة قدم كوستاريكي في مركز الهجوم، شارك في الألعاب الأولمبية الصيفية 1984. وشارك مع منتخب كوستاريكا تحت 23 سنة لكرة القدم ومنتخب كوستاريكا لكرة القدم. أما مع النوادي، فقد لعب مع ديبورتيفو سابريسا وBrujas F.C. ‏ ونادي سان كارلوس وMontreal Supra ‏ والرابطة الرياضية في ليمون ونادي بونتاريناس.

## وصلات خارجية
- ليونيداس فلوريس على موقع الاتحاد الدولي (مؤرشف)  (الإنجليزية)
- ليونيداس فلوريس على موقع ناشيونال فوتبول تيمز (الإنجليزية)
- ليونيداس فلوريس على موقع أوليمبيديا (الإنجليزية)